# ميشتشوفسك
ميشتشوفسك (بالروسية: Мещовск) هي إحدى مدن روسيا في الكيان الفدرالي الروسي كالوغا أوبلاست.